# Distretto di Alasay
Il distretto di Alasay è un distretto dell'Afghanistan appartenente alla provincia di Kapisa. Viene stimata una popolazione di 19 150 abitanti (stima 2016-17).